# 薩克森-魏瑪-艾森納赫的索菲
薩克森-魏瑪-艾森納赫的索菲（德語：Sophie von Sachsen-Weimar-Eisenach，1911年3月20日—1988年11月21日），德國貴族，末代薩克森-魏瑪-艾森納赫大公威廉·恩斯特的女兒。
1938年3月，索菲與施瓦茨堡家族首領腓特烈·金特結婚。兩人沒有子女，同年11月離婚。